# Estación de La Coruña
La Coruña (en gallego, y oficialmente según Adif, A Coruña), también denominada La Coruña-San Cristóbal, es la principal estación de ferrocarril de la ciudad española de La Coruña, en la provincia homónima, comunidad autónoma de Galicia. Está situada en la avenida Ferrocarril, junto a la Ronda de Outeiro, hoy en día en el centro urbano, formará parte de la nueva y futurista estación intermodal, que incluirá toda la flota de autobuses de corto y largo recorrido al exterior del ayuntamiento. 
Fue construida originalmente para acoger los servicios ferroviarios de la línea Zamora-La Coruña, cuyas obras se alargaron durante varias décadas. Concluida en 1935, las instalaciones no entrarían en servicio hasta 1943. La estación es de estilo neorrománico. Su singular diseño obra del ingeniero Antonio Gascué Echeverría es único dentro de la arquitectura ferroviaria española y fuera de ella solo encuentra similitudes con la estación central de Helsinki, construida por Eliel Saarinen.
La estación tiene un carácter terminal y cuenta con amplios servicios de Larga y Media Distancia. Registró en 2023 un tráfico de 3.369.551 pasajeros, siendo la segunda estación con mayor número de viajeros de Galicia por detrás de la de Santiago de Compostela.

## Situación ferroviaria
La estación, situada a 28,102 metros de altitud, forma parte del trazado de las siguientes líneas férreas:
- Línea férrea de ancho ibérico León-La Coruña, punto kilométrico 551,000.[6]
- Línea férrea de ancho ibérico Zamora-La Coruña, punto kilométrico 453,349.[6]

Cabe señalar que en La Coruña concluyen los dos ejes ferroviarios que conectan Galicia con la Meseta.

## Historia

### Antecedentes
El ferrocarril llegó a La Coruña el 10 de octubre de 1875 con la apertura del tramo La Coruña-Lugo de la línea férrea que pretendía unir Palencia con La Coruña. Aunque las obras habían sido iniciadas por la Compañía del Ferrocarril del Noroeste, sería la Compañía de Caminos de Hierro de Asturias, Galicia y León (AGL) la encargada de concluirlas. Esta última empresa se creó para continuar con las obras iniciadas por la desaparecida compañía del Noroeste y gestionar sus líneas ante la quiebra de la misma, a finales de la década de 1870. Sin embargo la situación financiera de esta última también se volvió rápidamente delicada, siendo absorbida por «Norte» en 1885. Ese mismo año marcó la apertura de otro importante tramo entre Brañuelas y Ponferrada que permitía unir La Coruña con Madrid gracias al empalme de Venta de Baños. Gracias a ello, la compañía «Norte» decidió construir en la ciudad su primera estación como tal, ya que las infraestructuras iniciales —como era la costumbre en la época— eran provisionales. Se levantó así un edificio de planta rectangular, dos alturas y disposición lateral a las vías dotado de una pequeña marquesina protegiendo parcialmente el andén lateral.

### Construcción y funcionamiento

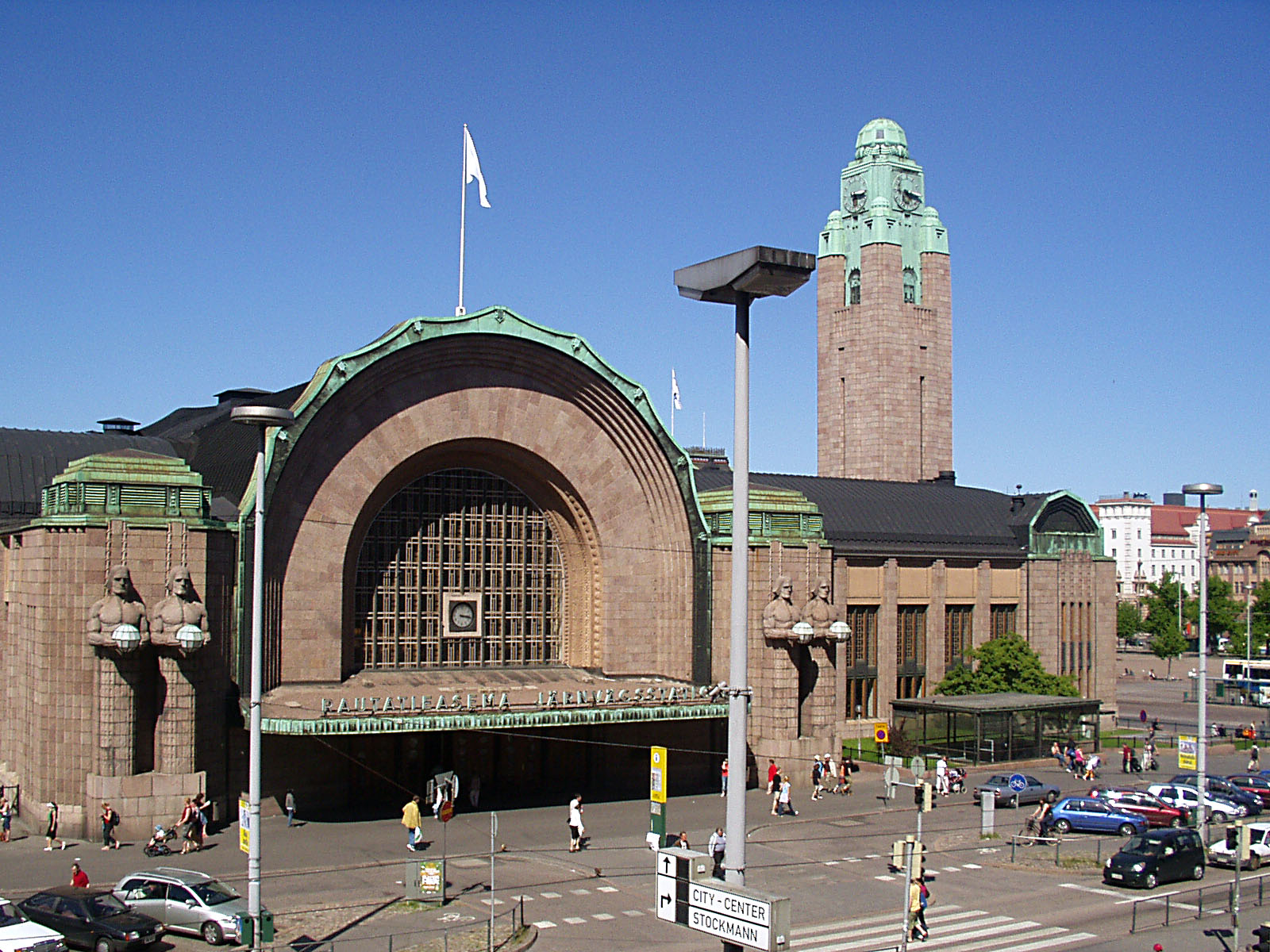
La estación central de Helsinki, inaugurada en 1911, guarda ciertas similitudes con la estación de La Coruña-San Cristóbal.

A principios del siglo XX el monopolio ferroviario de «Norte se vio amenazado por la aprobación del plan Guadalhorce. Impulsado por el general Primo de Rivera, el plan pretendía completar la red ferroviaria existente con nuevos trazados. Entre ellos se encontraba una línea que entraba en Galicia por el sur, desde Zamora a Orense, para seguir hasta Santiago y llegar a La Coruña.
En 1935, Antonio Gascué Echeverría concluía las obras del recinto ferroviario destinado a recibir los trenes de la nueva línea. Para distinguir ambas estaciones se decidió llamar La Coruña-Término a la de «Norte», y La Coruña-San Cristóbal a la nueva, situada a apenas 400 metros de la anterior. Construida la estación solo faltaban las vías. Un elemento esencial que sin embargo se retrasó principalmente por dos factores: la guerra civil y la enorme complejidad de algunos tramos. El 14 de abril de 1943, con RENFE como operador exclusivo de la red desde 1941, se logró concluir el tramo Santiago de Compostela-La Coruña. De esta forma llegaban los primeros trenes a San Cristóbal. Sin embargo, hubo que esperar hasta 1957 para que por fin se completara la línea Zamora-La Coruña. Con ella la estación pasó de ser una estación de trenes regionales a recibir trenes de largo recorrido que venían de Madrid. Por ello se consideró necesario concentrar todo el tráfico ferroviario de pasajero en un mismo recinto. Apelando a su mayor modernidad, su mejor equipamiento y sus amplias dimensiones, San Cristóbal no tuvo problemas en ganarle la batalla a la antigua y vetusta estación de Norte. En 1958 se construyó un ramal que permitía que la línea del norte enlazara directamente con el nuevo trazado desplazando casi definitivamente a la antigua estación, que recibió su golpe de gracia en 1964 al ser devastada por un incendio.
En la década de 1980 la marquesina original de fibrocemento fue sustituida por otra que dotaba de mayor luminosidad al haz de vías. Entre 1989 y 1991 se realizaron por parte de RENFE varias actuaciones sobre la estación de La Coruña-San Cristóbal, que consistieron en su reforma y remozamiento.
En la década de los 2000 el futuro de la estación se sometió a diferentes estudios basándose principalmente en las directrices del urbanista Joan Busquets, para agrupar en un mismo recinto la estación de tren, de autobuses, taxis y metro ligero, barajándose posibilidades de incluir viviendas y hasta un parque botánico en ella. De todas las opciones presentadas al concurso de la nueva estación intermodal, se preseleccionaron siete, de las cuales se debía elegir una para mayo de 2011. Las siete propuestas fueron presentadas por Rafael Moneo, Richard Rogers, MVRDV, Toyo Ito, Juan Herreros, Cruz y Ortiz y César Portela, resultando esta última elegida por unanimidad. A finales del 2012, el Gobierno central solicitó a los ganadores del proyecto la presentación de una nueva propuesta de cara a abaratar su coste.
A finales de septiembre del 2022, la Junta de Galicia comenzó a realizar su parte de la estación Intermodal que incluye la estación de autobuses y aparcamiento subterráneo entre otras obras que incluye el proyecto. En febrero del 2023 se inició el trabajo de las cimentaciones.
El 14 de diciembre de 2024 Adif AV inauguró una nueva terminal de viajeros con 1.125 m² y tres andenes. Con esta construcción se completa la primera fase de ampliación de la Estación de La Coruña.

## La estación

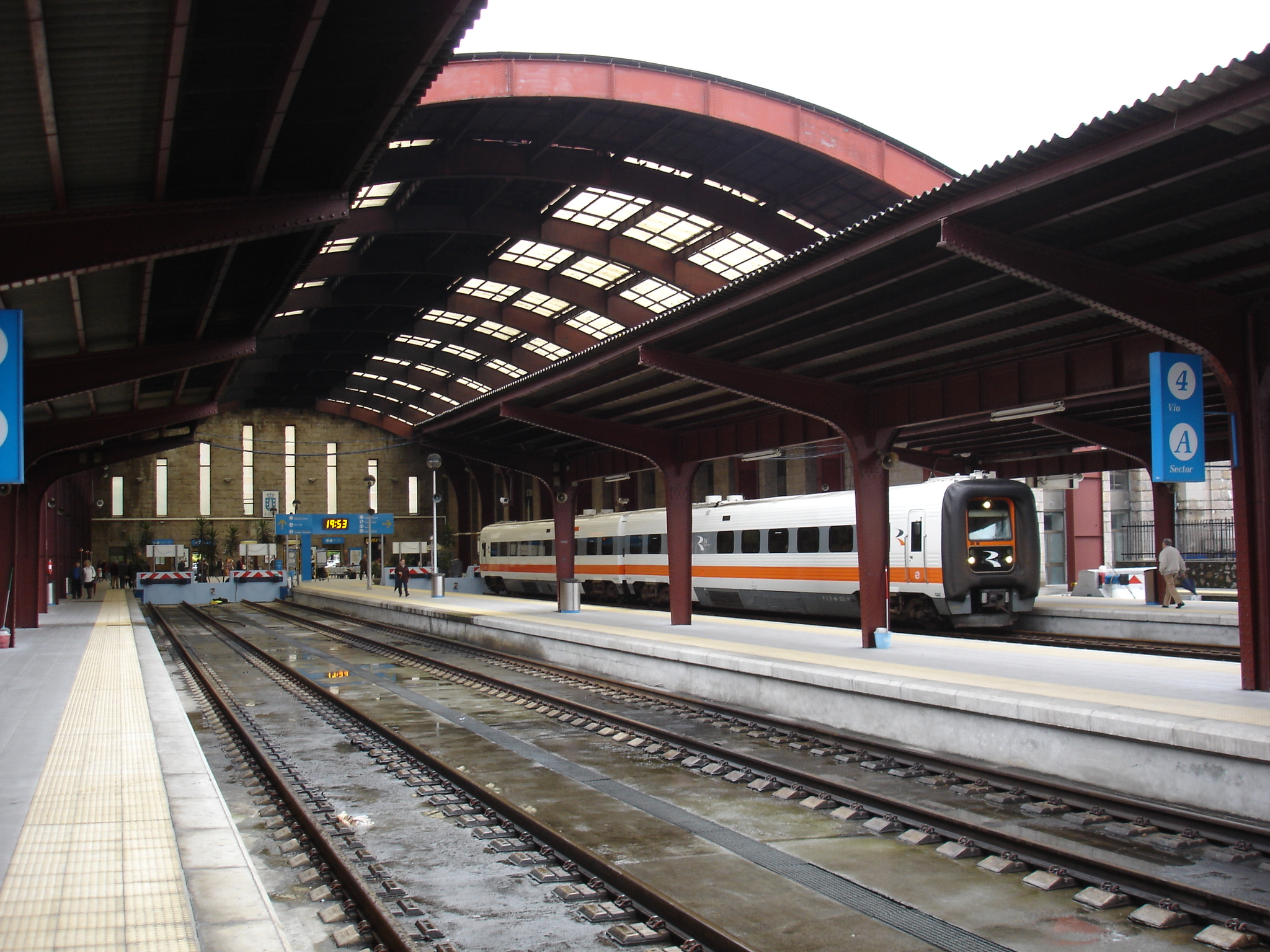
Bajo la marquesina de la estación

Está situada en la avenida Ferrocarril 2, junto a la Ronda de Outeiro, al sur del centro urbano. El edificio para viajeros tiene forma de U, siguiendo un esquema habitual en las estaciones terminales. Para su construcción la estación emplea granito, acero y vidrio. El edificio luce un aspecto recio y austero tanto por los materiales utilizados como la predominacia de línea verticales. La simetría de la construcción se ve rota por existencia de una única torre del reloj que redunda por su aspecto en el racionalismo del conjunto. 
La nave que alberga el haz de vías tiene una longitud de 100 metros. Sus 33 metros de ancho sirven para situar cuatro andenes, dos laterales y dos centrales a los que acceden seis vías. Todo ello está cubierto por una estructura metálica de grandes luces, con 11 arcos escarzanos sobre soportes de fundición roblonados. Fuera de la gran marquesina los andenes gozan de una protección adicional que se prolonga otros 160 metros más.
Cuenta con un amplio vestíbulo, sala de espera, puntos de información, venta de billetes, comisaría, cafetería, librería, diversos locales comerciales, aseos, servicios adaptados a personas con movilidad reducida, alquiler de coches y varios aparcamientos exteriores.

## Servicios ferroviarios

### Alta Velocidad y Larga Distancia
El 10 de diciembre de 2011 se puso en servicio el tramo de Alta Velocidad entre Orense y La Coruña. Por este tramo circulan servicios AVE, Avant entre las estaciones de Orense, Santiago de Compostela y La Coruña. 
Las conexiones diurnas de Larga Distancia se realizan gracias a trenes Alvia que enlazan la ciudad con Madrid, Castilla y León, el País Vasco, Navarra, Aragón y Cataluña, y que suelen tener como cabecera o destino final La Coruña.
El 21 de mayo de 2024, se inaugura el nuevo AVE procedente de Madrid.

### Media Distancia
Por su situación geográfica, dispone de numerosas relaciones de Media Distancia cubriendo los trayectos con Ferrol, Santiago de Compostela, Vigo, Pontevedra, Orense y Lugo. No dispone, sin embargo, de conexiones directas de Media Distancia con Castilla y León.